# Thierry Huau
Thierry Huau, né en 1958, est un paysagiste DPLG, urbaniste et ethnobotaniste français.

## Biographie

### Enfance et formation
Il est né en 1958.
Il est diplômé de l’École nationale supérieure du paysage de Versailles.

### Carrière
Il a fondé en 1985 l’agence Interscène Giverny-Paris-Marrakech qu’il dirige depuis.
Il est impliqué dans la conception et la réalisation de projets nationaux et internationaux. Ses réalisations comprennent des aménagements de ville, plans verts, trames vertes, parcs urbains, parcs à thèmes, golfs, stations balnéaires, jardins botaniques, zoo et parcs d’observations.
Thierry Huau intervient comme conférencier pour évoquer les questions environnementales, urbanistiques, architecturales, paysagères et sociales au cœur de tous les enjeux d’aménagement du territoire,.
Il s’appuie essentiellement sur une lecture des paysages à la croisée des disciplines pour offrir une vision globale qui s’appuie autant sur l’histoire des lieux que sur leur géographie, avec le végétal et la biodiversité au centre de sa démarche.
Il est l’auteur de Terra Botanica, un ouvrage en deux tomes consacrés au parc européen du végétal Terra Botanica à Angers et destinés à valoriser la filière du végétal. Les deux volumes ont été récompensés du Prix Pierre-Joseph Redouté 2013 .

## Distinctions
- 2013 : Lauréat du Prix P.J. Redouté pour son ouvrage Terra Botanica[10].
- 2012 : Lauréat des Victoires du paysage dans la catégorie « La Botanique au Jardin » pour le parc européen du végétal Terra Botanica qu’il a conçu et développé pour le Conseil général du Maine-et-Loire[11]
- 2011 : Lauréat du Prix des entrées de ville du Sénat pour l’aménagement de la ville de Pornic (Loire-Atlantique)[12],[13].
- 1994 : Lauréat du Concours international de restauration du centre-ville de Beyrouth (Liban)[14]
- 1990 : Lauréat du concours pour le réaménagement du quartier Paris-Seine Rive gauche - Masséna (XIIIe) avec l’architecte Christian de Portzamparc[15]

## Réalisations majeures

### Urbanisme
- 2012 : Élaboration du Master Plan pour le Grand Dalat à 2020, 2030 et 2050 - Dalat (Vietnam)[16],[17],[18]
- 1999-2011 : Conception urbaine et paysagère de la ZAC du Plateau de la Mayenne - Angers - Avrillé (Maine-et-Loire)[19],[20]
- 2009-2011 : Aménagement paysager de la Ria - Pornic (Loire-Atlantique)[21]
- 2007-2010 : Étude pour la préservation du patrimoine dans le développement du quartier français - Hanoi (Vietnam)[22]
- 2005-2009 : Réalisation de la ZPPAUP - Antananarivo (Madagascar)[23]
- 2005-2007 : Réalisation du Plan vert de la communauté urbaine - Antananarivo (Madagascar)[24]
- 2005-2008 : Réaménagement paysager du nouvel éco-quartier Fieschi - Vernon (Eure)[25],[26]
- 1994-2004 : "Project manager" du programme de reconstruction du centre-ville - Beyrouth (Liban)[27]
- 1990-2004 : Aménagement du quartier Paris Seine Rive Gauche - Paris (Paris)[28]
- 2004-2007 : Étude urbaine pour la requaliﬁcation de la Presqu’île de la Touques - Deauville (Calvados)[29],[30]

### Tourisme, culture & loisirs
- 2005-2020 : Conception et direction artistique de l’écopolys "Villages-Nature" - Marne-la-Vallée (Seine-et-Marne)[31]
- 2010 : Conception et scénographie de l'Exposition d’automne à l’Orangerie du Sénat «Arbres, regards croisés» - Paris (Paris)[32]
- 1999-2010 : Conception du Parc du végétal "Terra Botanica" - Angers (Maine-et-Loire)[33],[34],[35]
- 2009-2012 : Conception de l’aménagement paysager et urbain de «l’Oasis Eco Resort» de Noria  - Marrakech (Maroc)[36]
- 2005-2008 : Restructuration du parc Zoologique et Végétal - Trégomeur (Côtes-d'Armor)[37]
- 1998-1999 : Conception paysagère d'un Village Pierre & Vacances en Région parisienne[38]
- 1997 : Conception du Festival International des Jardins - Le Temple-sur-Lot[39]
- 1992 : Restructuration du Golf du Désert de Retz - Chambourcy (Yvelines)[40]
- 1991 : Réaménagement du Golf Mercure Chantilly (Oise)[41]
- 1988 : Conception du golf du Champ de bataille (18 trous) - Le Neubourg (Eure))[42],[43]

### Parcs, jardins & questions environnementales
- 1999 : Conception des aménagements paysagers de la Magnanerie - Bsous (Liban)[44]
- 1997 : Conception du Festival International des Jardins - Sénart (Oise)[45]
- 1992-1993 : Réalisation du Plan Paysage de la ville - La Seyne sur Mer (Var)[46]

### Autres projets
- Créateur et commissaire de l’exposition annuelle Plantes Plaisirs Passion - La Roche-Guyon (Val-d'Oise)[47] à La Roche Guyon (Yvelines) [48],[49]
- Créateur du concept-store La Capucine Café-Boutique à Giverny (Eure)[50]